# Боне, Герман
Герман Боне (норв. Hermann Bohne; 22 сентября 1890, Тромсё — 5 января 1949, Тромсё) — норвежский гимнаст, серебряный призёр летних Олимпийских игр 1908.
На Играх 1908 в Лондоне Боне участвовал только в командном первенстве, в котором его сборная заняла второе место.